# Motorola CPU32
Motorola CPU32(683xx)は、フリースケール・セミコンダクタによって製造された68000ベースのマイクロプロセッサコアを使ったマイクロコントローラの製品群である。

## 特徴
命令セットは68020からビットフィールド命令を削除し、テーブル参照更新命令や低電力停止モードなどいくつかの命令を追加したものである。このファミリはハードウェア記述言語を使いコンピュータ上でコンパイルして設計された。これにより、回路を追加しやすくなり、最新の製造工程にもマッチし、ダイサイズも小さくなった。
マイクロコントローラのモジュール群は個別に設計され、新しいCPUのテストに使われた。この方式をとることにより設計者はデザイン優先で進めることができ、後に半導体技術が進歩したときにモトローラはそれらをワンチップに搭載して市場に出すことができた。これらのサブモジュールの設計はColdFireの系統に生かされている。

## 内蔵モジュール
これらのモジュールが内部バスで接続されている。
- 停止状態から最高速 (25MHz/33MHz) まで動作中にクロック周波数を変更できるCPUコア。
- CPUコアはトランジスタ数を減らしつつ性能を向上させるよう設計された。
- "background debug mode" (BDM) と呼ばれる高速クロック同期式シリアルデバッガ用インタフェースを備えている。この機能を初めて組み込んだのが683xxシリーズである。
- SIM（システム・インタフェース・モジュール）。アドレスを制御信号に変換することにより周辺回路を大幅に減らすことのできるモジュール。クロック・ジェネレータ、各種操作に使えるウォッチドッグタイマー、プロセッサのピン構成変更機能、周期タイマ、割り込みコントローラも装備。

## オプション装備
以下のものがオプションとして一部のモデルに採用されている。
- タイミング処理ユニット (TPU)：ほとんど全てのタイミング関連の処理を行う。タイマ、カウンタ、制御用パルス発生、計測用パルス発生、ステッピングモーター制御、直角位相検出など。フリースケール・セミコンダクタは開発システムとソースコードを無償で提供している。
- 補助用RAM：TPU用プログラム記憶領域を倍にする。
- 初期モデルでは2つのカウンタータイマーを装備。
- いくつかのモデルではネットワーク・インターフェイス・プロセッサを装備。
- 汎用タイマー (GPT) モジュール：パルス計数器、CCP(capture/compare/PWM)機能。
- いくつかのモデルは通信処理モジュール (CPM) やシリアル通信コントローラー (SCC) を装備し、イーサネットやHDLCをサポートしている。
- 多くのモデルはキュー付シリアルモジュール (QSM) を装備。クロック同期式SPIバスとロジックレベルのRS-232C・UART機能をサポートしている。